# Trouville-la-Haule

Trouville-la-Haule este o comună în departamentul Eure, Franța. În 2009 avea o populație de 757 de locuitori.